# Monastère Sviatogorski
Pour les articles homonymes, voir Monastère de Sviatogorsk (homonymie).

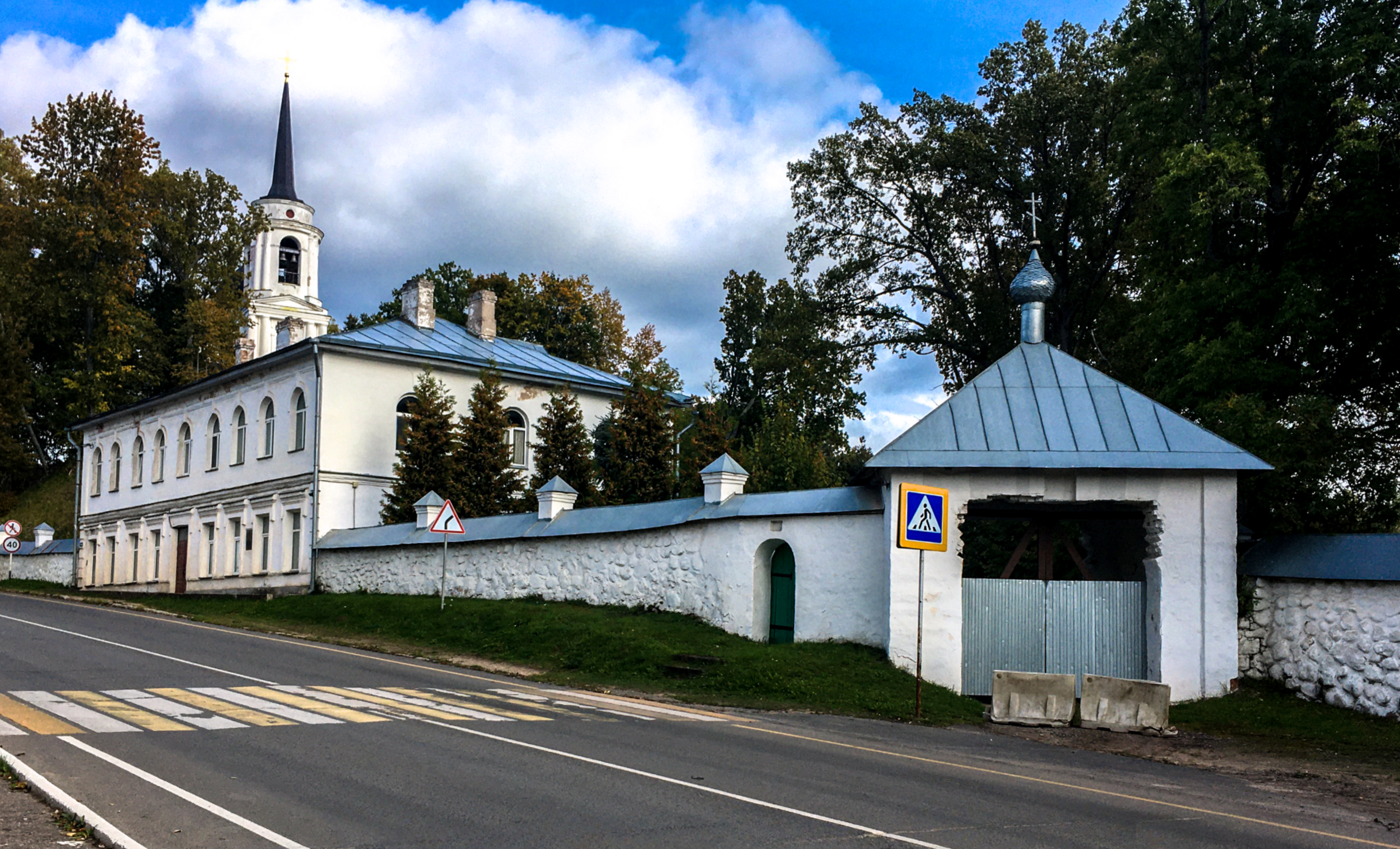
La porte sainte et la maison du l'abbé du monastère

Le monastère Sviatogorski ou monastère Sviatogorski de la Dormition de la Vierge Marie (en russe : Святогорский Свято-Успенский монастырь) est un monastère orthodoxe pour homme, situé dans l'oblast de Pskov, dans le village de Pouchkinskie Gory à 120 kilomètres au sud de Pskov. La principale relique du monastère est une icône Odigitria de la Vierge Marie, qui selon la légende a été découverte vers 1566 par un berger du nom de Tymophée, sur une des collines des environs de la petite ville de Voronitch (où se situe actuellement le musée-réserve Alexandre Pouchkine).
Le monastère est fondé en 1569, sur ordre d'Ivan le Terrible comme avant-poste aux frontières du tsarat de Russie. À la fin du XVIe siècle, il supporte l'invasion des troupes du roi polonais Étienne Báthory.
Au XVIIIe siècle il a perdu sa fonction militaire défensive.

## La tombe de Pouchkine

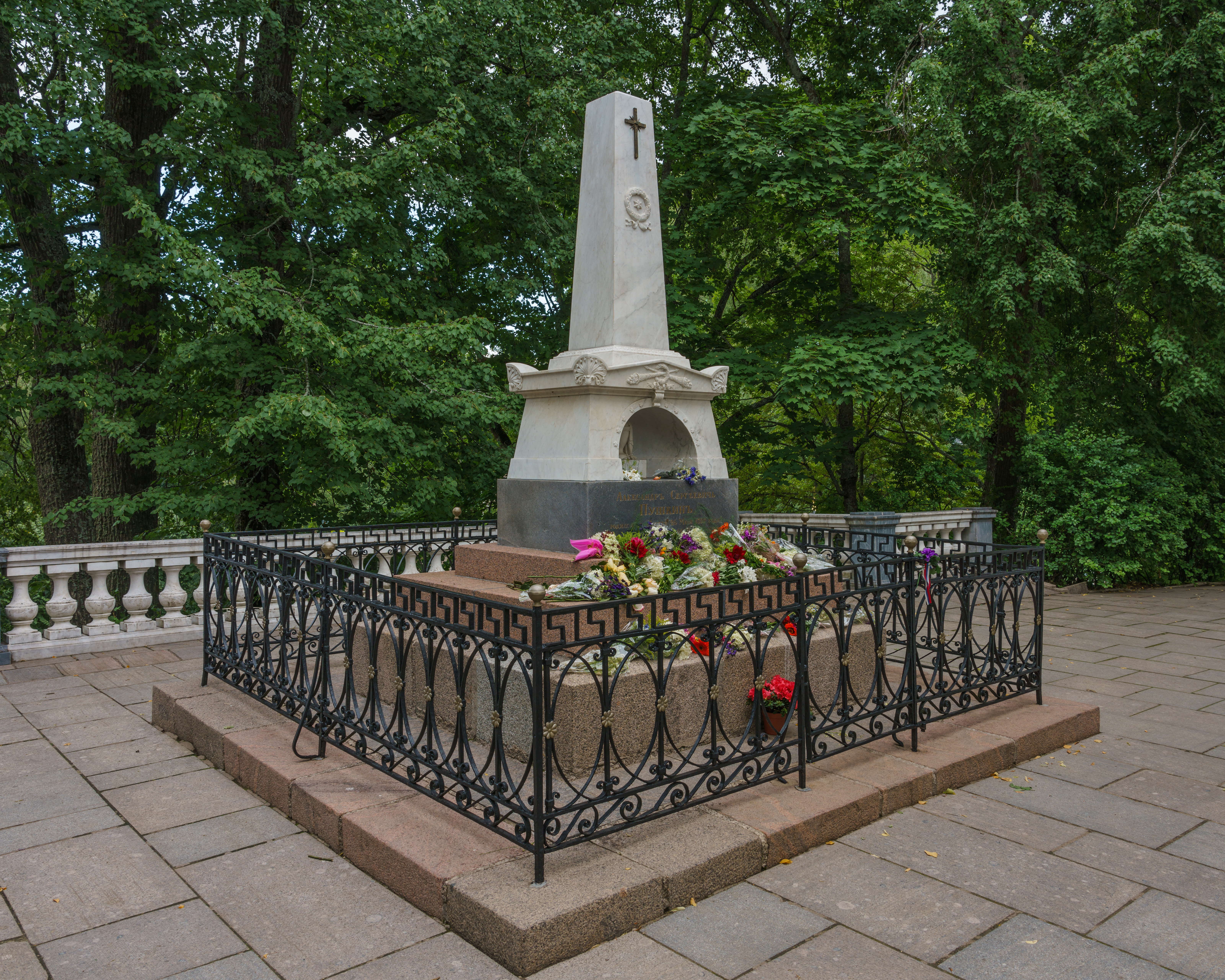
La tombe de Alexandre Pouchkine

Le monastère est surtout connu comme lieu de sépulture du poète Alexandre Pouchkine, qui repose depuis 1837 près des corps de son grand-père et sa grand-mère de la branche des Hanibal (descendants d'Abraham Hanibal).
Le poète acheta une concession pour lui après la mort de sa mère Nadejda Ossipovna Pouchkina, en 1836. Comme par prémonition, puisqu'il mourut dans un duel l'année qui suivit.
Et bien que soit égal à un corps insensible                    

En quel lieu se dissoudre ,

Plus près de mon pays bien-aimé je voudrais

Quand même reposer.

Et qu'à l'endroit de mon tombeau, 

la jeune vie

Se joue en liberté.

Que la nature indifférente resplendisse

D'éternelle beauté. 

( Soit que j'aille flanant...)
— Vers de Pouchkine, Pskov, Elena Moroznika , Édition Radouga Moscou, 1983 p. 187
Pouchkine y est inhumé le 6 (18) février 1837 en présence notamment du supérieur du monastère, des paysans des villages voisins, de son fidèle serviteur Nikita Kozlov et de son vieil ami Alexandre Tourgueniev (frère de l'écrivain Ivan Tourgueniev). Deux filles cadettes de Praskovia Ossipova, la proche amie du poète, étaient également présentes. Le tsar Nicolas Ier était effrayé par l'ampleur prise par l'expression de la douleur et de l'amour populaire pour le défunt. Il avait fait transporter secrètement le cercueil de l'église Koniouchennaïa à Saint-Pétersbourg vers Sviatogorski.  
En 1841, est élevé un obélisque de marbre commandé par sa fille Natalia Alexandrovna Pouchkina au sculpteur Permagorov. En 1902, une balustrade de marbre blanc est venue renforcer le sol autour de la tombe.

## Après larévolution d'Octobre
En 1924, le monastère pour hommes est fermé.
Durant la Seconde Guerre mondiale, le monastère a été fort endommagé, certains bâtiments ont été détruits, d'autres minés par les Allemands.
En 1949, la plus grande partie du monastère est restaurée et, à partir de 1992, il est utilisé comme lieu d'exposition et centre administratif du musée de Mikhaïlovskoïe.
Depuis 1992, le monastère a été rendu à l'Église orthodoxe russe. Depuis 2007, 28 moines et novices vivent au monastère.
Le monastère est sous la protection de l'État, dans le cadre des activités du musée de Mikhaïlovskoïe.